# São Miguel (Vila Franca do Campo)
São Miguel – parafia (freguesia) gminy Vila Franca do Campo. W roku 2011 miejscowość zamieszkiwało 2659 osób.